# Molnár Béla (gyógyszerész)
Dr. Molnár Béla (Túristvándi, 1911. november 29. – Budapest, 1962. január 20.) Kossuth-díjas kutatóvegyész, biokémikus, farmakológus. 

## Család
Szülei Molnár Imre és Horváth Erzsébet. Felesége 1944-től Nádler Piroska (†1969. szeptember 13. Budapest, temetése: 1969. szeptember 19. Farkasrét). Fiai Molnár Balázs és Molnár Béla. 

## Életút
A budapesti egyetemen 1937-ben szerzett doktori oklevelet. Még ugyanebben az évben az Egger-gyógyszergyárban kapott állást.
1938-tól 1944-ig a Haditechnikai Intézet kutató és fejlesztő vegyészmérnöke. 1945 után az Országos Vérellátó Szolgálat biokémikusa, majd az Országos Vérellátó Szolgálat vezetője. 1950-től haláláig a Kőbányai Gyógyszerárugyár Biokémiai Laboratóriumának vezetője.

## Legjelentősebb eredményei
Kidolgozta a kalciumglukonát fermentatív előállítását, szabadalmaztatott egy liofilizáló berendezést.
Nevéhez fűződik a B12 vitamin előállításának kutatása, amely a Richter Gyógyszergyár sikerkészítménye lett, és nagy szerepe volt a vállalat fennmaradásában. Ezzel kapcsolatban kilenc találmánya szabadalmi oltalmat nyert.
A májanyagcserét befolyásoló gyógyszerek kutatásával foglalkozott, a Heparin előállításával kapcsolatos kutató-fejlesztő munkálatok irányítója, majd a gyártás magyarországi üzemi, illetve ipari megszervezője. Egyidejűleg elvégezte a májkészítmények korszerűsítésének kísérleteit, amelynek eredményeképpen került forgalomba a Neoperhepar nevű új májinjekció. A Neoperhepar előállítása, valamint a B-12 gyártásának nagyipari megoldása nagyban hozzájárult a Kőbányai Gyógyszerárugyár kifejlődéséhez. 

## Díjak
A B12 vitamin előállításának kidolgozásáért és a gyártás megszervezéséért 1954-ben Kossuth-díjat kapott.

## Főbb művei
- Felületi hatások befolyása a hidrogénszuperoxid bomlására. Egy. doktori értek. is. (Bp., 1936)
- A B12 vitamin. (Magyar Kémikusok Lapja, 1959. 4. és 1959. 10. sz).
- Szabadalmai: Eljárás nagytisztaságú B12 vitamin tartalmú májkészítmények előállítására. (1954)
- Kristályos B12 vitamin előállítása rácsiszapból. (1957)
- B12 vitamin előállítása. (1958)
- Eljárás B12 vitamin és hasznosítható B12 vitaminszerű faktorok egyidejű kinyerésére, ezeket tartalmazó koncentrátumokból. Valu Józseffel. (1959).

## Internetes források
- Molnár Béla gyászjelentése
- Molnár Béla halotti anyakönyve
- Molnár Béláné gyászjelentése
- https://www.gyogyszeresztortenet.hu/wp-content/uploads/2013/08/A-Richter-Gedeon-Rt.-100-%C3%A9ves-t%C3%B6rt%C3%A9nete.pdf
- https://www.arcanum.com/hu/online-kiadvanyok/Lexikonok-magyar-eletrajzi-lexikon-7428D/m-76AF9/molnar-bela-76EB3/
- https://nemzetiarchivum.hu/photobank/item/FOTO-Q1FvdGpXS2Y4Ym51Z3VVNVFPdUFvdXprTjFDaHd1QXRSc0xrbUJpM1NIWnJaM0FHRG5yc0sxc2I0VGVlakY3Yw?original_id=MTI-FOTO-V2VsV3REZ0YyNmxMMDdVN0IyVk1LZz09
- https://www.kozterkep.hu/30655/faklya-molnar-bela-siremleke
- https://mek.oszk.hu/00300/00355/html/ABC09732/10686.htm